# Trávnik
Trávnik este o comună slovacă, aflată în districtul Komárno din regiunea Nitra. Localitatea se află la altitudinea de 109 m deasupra n.m., se întinde pe o suprafață de 18,62 km2 și în 2017 număra 695 de locuitori. Se învecinează cu Győr, Gönyű și Klížska Nemá.

## Istoric
Localitatea Trávnik este atestată documentar din 1216.

## Demografie
| An:                | 1994 | 2004   | 2014   | 2024    |
| ------------------ | ---- | ------ | ------ | ------- |
| Număr de persoane: | 749  | 676    | 725    | 642     |
| Diferență:         |      | −9,74% | +7,24% | −11,44% |

| An:                | 2023 | 2024   |
| ------------------ | ---- | ------ |
| Număr de persoane: | 657  | 642    |
| Diferență:         |      | −2,28% |